# جورجو لوی دلا ویدا
جورجو لِوی دِلّا ویدا (به ایتالیایی: Giorgio Levi Della Vida؛ ۲۱ اوت ۱۸۸۶ در ونیز – ۲۵ دسامبر ۱۹۶۷ در رم) زبان‌شناس یهودی ایتالیایی بود. او در زمینهٔ زبان‌های عبری و عربی و سایر زبان‌های سامی و نیز تاریخ و فرهنگ خاور نزدیک تخصص داشت.

## زندگی‌نامه
جورجو لوی دلا ویدا در خانواده‌ای یهودی (اصالتاً از فرارا) در ونیز متولد شد. همراه با خانواده در جنوا و پس از آن در رم سکنی گزید. در سال ۱۹۰۹ با بهره‌گیری از راهنمایی‌های ایگنازیو گویدی که متخصص زبان عبری بود، از دانشگاه ساپینزا رم فارغ‌التحصیل شد. بلافاصله پس از فارغ‌التحصیلی در چند هیئت پژوهشی اعزامی به قاهره، آتن (برای دانشکده ایتالیایی باستان‌شناسی) و کرت شرکت کرد.
در سال ۱۹۱۱ به رم بازگشت. در آنجا با لیون کیتانی، مورخ خاور نزدیک، بر روی سالنامه اسلام کار کرد. وی همچنین روابط دوستانه قوی با میکل‌آنجلو گویدی (پسر ایگنازیو که خود اسلام‌گرایی نامی است)، گائتانو د سانتیس، ارنستو بونائیوتی، جورجو پاسکوالی، لوئیجی سالواتورلی و کشیش کاتولیک جووانی سمریا ایجاد کرد. از آنجایی که او همیشه عمیقاً به موضوع‌های دینی علاقه‌مند بود، از رابطه‌اش با سمریا و بونائیوتی (که برای عقاید نوگرایانه‌اش طرد شده بود) استفاده کرد تا برخی از مطالعات مربوط به کتاب مقدس را که کاملاً در طول تربیت دنیویش نادیده گرفته بود، بر عهده گیرد.
لوی دلا ویدا از ۱۹۱۴ تا ۱۹۱۶ عهده‌دار سرپرستی دپارتمان زبان و ادبیات عرب دانشگاه خاورشناسی ناپل بود.
در طول جنگ جهانی اول به عنوان مترجم ارتش خدمت کرد و به درجه ستوانی ارتقا یافت. پس از آن در دپارتمان زبان‌شناسی تاریخی سامی دانشگاه تورینو گمارده شد او این شغل را تنها تا سال ۱۹۱۹ حفظ کرد. در ۱۹۲۰ برای ایگنازیو گویدی در دانشگاه ساپینزا رم کار کرد و استاد زبان عبری و زبان‌های سامی تطبیقی گردید.
او در طول آن سال‌ها با چند روزنامه آغاز به همکاری کرد. برای روزنامه رومی Il Paese مطلب نوشت. روزنامه‌ای که انتشارش در اواخر ۱۹۲۲ و پس از آنکه دفاترش توسط سیاه‌پوشان فاشیست ویران شدند، متوقف شد. لوی دلاویدا در همان زمان از تجاوز فاشیست‌ها صدمه دید.
با دعوت سالواتورلی، که خود دستیار سرویراستار بود، آغاز به همکاری با لا استامپا کرد. جایی که او جو سیاسی حاکم بر رم را در روزهایی که منجر به مرگ جاکومو ماتئوتی شدند، از نزدیک لمس کرد. او همچنین با برخی رهبران جبهه مخالف ضد فاشیست از جمله جیوانی آمندولا، کارلو سفورزا، کلودیو تروز روابطی داشت.